# Diospyros celebica
L'ebano macassar (Diospyros celebica Bakh., 1933) è un albero della famiglia delle Ebenacee.

## Descrizione
L'albero è un sempreverde a crescita lenta. Può raggiungere i 20 metri di altezza in circostanze favorevoli, anche se al giorno d'oggi è raro trovare piante così notevoli.

Il legname è variegato, nero con striature marroni. Il legno presenta spesso difetti, in particolare fessurazioni e torsioni. Deve essere stagionato con cura e lentamente.

## Distribuzione e habitat
Il macassar è endemico dell'isola di Sulawesi, in Indonesia. Il suo nome deriva dal porto principale dell'isola, Makassar. Poiché questo ebano è stato molto ricercato e utilizzato per secoli, ora è di difficile reperibilità.

## Conservazione
La Lista rossa IUCN classifica Diospyros celebica come specie vulnerabile.

## Usi

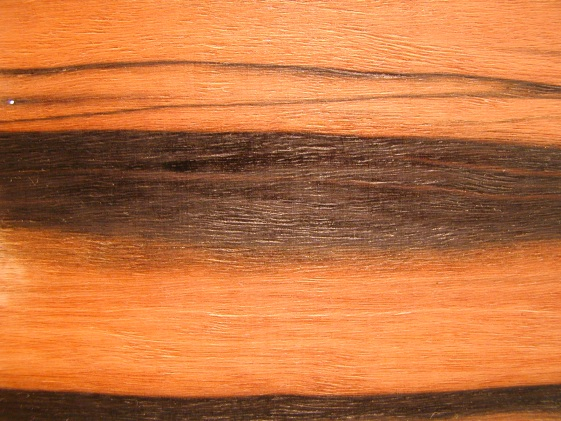
Essenza di ebano macassar

L'ebano macassar è un'essenza pregiata che trova largo impiego in ebanisteria, falegnameria fine, tornitura e nella fabbricazione di strumenti musicali. A causa dei suoi pregi negli ultimi due secoli la specie è stata molto sfruttata dai falegnami di tutto il mondo tanto che è diventato ormai un'essenza rara e costosa. Le piccole quantità disponibili sul mercato hanno portato a prezzi elevati: il macassar oggi è uno dei legnami con il prezzo più alto al mondo e la zona di crescita è piuttosto limitata.